# Осборн (Вісконсин)
Осборн (англ. Osborn) — місто (англ. town) в США, в окрузі Автаґемі штату Вісконсин. Населення — 1200 осіб (2020).

## Демографія
Згідно з переписом 2010 року, у місті мешкало 1170 осіб у 403 домогосподарствах у складі 330 родин. Було 416 помешкань
Расовий склад населення:
| - 97,8 % — білих - 0,6 % — корінних американців - 0,3 % — чорних або афроамериканців - 0,3 % — азіатів |

До двох чи більше рас належало 1,0 %. Частка іспаномовних становила 0,3 % від усіх жителів.
За віковим діапазоном населення розподілялося таким чином: 27,0 % — особи молодші 18 років, 63,9 % — особи у віці 18—64 років, 9,1 % — особи у віці 65 років та старші. Медіана віку мешканця становила 40,4 року. На 100 осіб жіночої статі у місті припадало 102,1 чоловіків;  на 100 жінок у віці від 18 років та старших — 105,3 чоловіків також старших 18 років.
Середній дохід на одне домашнє господарство  становив 95 874 долари США (медіана — 87 222), а середній дохід на одну сім'ю — 107 555 доларів (медіана — 96 538). Медіана доходів становила 60 244 долари для чоловіків та 41 771 долар для жінок. За межею бідності перебувало 4,3 % осіб, у тому числі 5,6 % дітей у віці до 18 років та 0,0 % осіб у віці 65 років та старших.
Цивільне працевлаштоване населення становило 746 осіб. Основні галузі зайнятості: виробництво — 24,7 %, освіта, охорона здоров'я та соціальна допомога — 19,2 %, будівництво — 9,4 %, фінанси, страхування та нерухомість — 7,4 %.